# Димитър Яръмов
Димитър Петров Яръмов е български писател, автор на произведения в жанра на съвременния роман и в областта на литературата за деца.

## Биография и творчество
Димитър Яръмов е роден на 16 май 1942 г. в село Кирилово, Елховско. Завършва средното си образование в гимназията в Елхово (1960). През 1967 г. получава висше образование по специалността „Българска филология“ в Софийския държавен университет.
След дипломирането си от 1968 г. работи вестник „Кооперативно село“, а след това е щатен кореспондент на в. „Септемврийче“ за Ямбол, Сливен и Бургас. В периода 1971–1973 г. е редактор в сп. „Родна реч“, в периода 1973–1984 г. ръководи отдел „Белетристика“ във в. „Литературен фронт“, а през 1977 г. е редактор в издателство „Народна младеж“. В периода 1982–1984 г. е заместник главен редактор на сп. „Родна реч“, в периода 1982–1984 г. ръководи отдел „Белетристика“ във в. „Литературен фронт“, в периода 1984–1987 г. е заместник главен редактор на издателство „Народна младеж“, а в периода 1987–1993 г. е главен редактор на сп. „Родна реч“. Уредник е в Националния литературен музей (2001), след това работи за Университетско издателство „Св. Климент Охридски“ (2002) и като уредник в Дома на детската книга в София (2003). Бил е консултант на вестниците „Студентска трибуна“ и „Народна младеж“.
През 1968 г. прави литературен дебют със сборника с разкази „Среднощни петли“ в библиотека „Смяна“ на изд. „Народна младеж“. Автор е на разкази, повести, романи, литературно-критически статии, публицистика, разработки в областта на етнографията и фолклора.
Получава различни български и международни награди, между които национална награда за млад творец, златен медал „Васил Карагьозов“ (Ямбол), за детска книга (Русия), награда за разказ (ФРГ), наградата на СБП, награда на издателство „Христо Г. Данов“. Удостоен е с орден „Кирил и Методий“, І степен. За книгата му за деца „Чудни работи“ е удостоен с Международната награда „Максим Горки“, с вписване в Андерсеновия списък.
Член е на Съюза на българските писатели от 1976 г., като 4 години е секретар на секция „Белетристи“ и в продължение на 7 години е председател на Дружеството на писателите в Ямбол.
Димитър Яръмов умира в София на 15 юли 2003 г.

## Произведения

### Самостоятелни романи
- Простри ръка (1974, 1977)
- Балканска поема (1981)
- Смешен роман (1988)

### Пътеписи
- По камилските пътеки: Щрихи от Афганистан (1988) – с Борис Крумов

### Детска литература
- Чудни работи (1981) – разкази за деца
- Брадати лъжи (1990) – разкази за деца
- Зоомонархии (1993) – фантастични разкази за деца
- Игричка – сричка (1996) – книга игра

### Сборници
- Среднощни петли (1968) – разкази
- Свят светува (1970) – разкази
- Даром дадено (1977) – новели
- Залък за утре (1978) – есета
- Нежни души (1985) – новели
- Тази вечна земя (1985) – с Атанас Теодоров и Христо Карастоянов